# Chiesa di San Giuliano (Catania)
La Chiesa di San Giuliano è una chiesa di Catania tardo-barocca, sita nel lato est di via dei Crociferi, nell'omonimo quartiere San Giuliano.
La chiesa è una delle quattro principali chiese-monastero barocche su questa strada; le altre sono San Francesco Borgia, San Benedetto e San Camillo.

## Storia

### Epoca romano-bizantina
Il sito attuale della chiesa, ubicato nella primitiva area greco-romana della città di Catania, sorge sui ruderi di un tempio pagano.
Dal primitivo eremo fuori le mura, ubicato invece sulla collina di Santa Sofia fin dal VI secolo d.C., le monache eremite di Santa Sofia si trasferiscono dentro la città all'inizio del XIII secolo nel quartiere Civita presso la Chiesa di Santa Venera, verosimilmente ubicata nell'attuale sito della Chiesa di San Gaetano alla Marina, fondando un Monastero di Clausura sotto il titolo di "San Giuliano".
Secondo quanto riportato dall'annuario catanese del 1690, l'iniziativa risale al monaco benedettino padre Rainaldo Scalciato.

### Epoca aragonese-spagnola
Il Monastero è stato riedificato nello stesso luogo dopo il disastroso Terremoto del Val di Noto del 1693, che uccise 60 delle 74 monache. Le religiose benedettine decisero di spostarsi in un'area più centrale ubicata tra la "Strada Giuseppe Lanza, duca di Camastra", (denominata poi "Via Abramo Lincoln" e successivamente "Via Antonino di San Giuliano"), e la "Via dei Crociferi", denominata all'epoca "Via dei Tre Santi", dove erano ubicate le fabbriche dell'Ospedale San Marco, che saranno permutate nel 1709, insieme alla chiesa annessa, con il vecchio monastero benedettino.
Il finanziamento per la costruzione della nuova chiesa è registrato nell'anno 1735, tuttavia l'acquisto dei rimanenti terreni necessari all'edificazione risale al 1739.

### Epoca borbonica
La ricostruzione fu avviata nel 1741 dall'architetto Giuseppe Palazzotto, probabilmente autore di un progetto di ampliamento e rielaborazione spaziale della pianta ideata dal padre crocifero Vincenzo Caffarelli, mentre allo scultore Gaspare Ciriaci fu affidato l'incarico di realizzare il prospetto. Tra il 1743 ed il 1749 è stata completata la facciata su Via dei Crociferi, ispirata a modelli del barocco romano. L'intero edificio fu completato intorno al 1754, corredato nella prima metà dell'Ottocento dal sagrato e dall'elegante cancellata in ferro battuto.

### Epoca contemporanea
L'8 aprile 1863 avvenne la solenne consacrazione presieduta dall'arcivescovo Salvatore Ventimiglia.
Il complesso monastico, in seguito all'emanazione delle leggi eversive dell'asse ecclesiastico concernenti la soppressione delle corporazioni religiose, perviene nella seconda metà dell'Ottocento all'amministrazione del Fondo degli Edifici di Culto del Ministero dell'Interno, che lo cedette al Comune di Catania nel 1875.
Dal 1920 il Comune di Catania ristruttura la parte di edificio di sua proprietà e lo destina alla polizia urbana, annona, ufficio del lavoro e leva, nonché sede della federazione dei sindacati fascisti.
Il 25 ottobre 1928 la chiesa fu concessa alla Diocesi di Catania e, per la sua rilevanza culturale, fu sottoposta a vincolo monumentale di interesse storico-artistico nel 1937, divenendo oggetto, fino ad oggi, di diversi progetti ed interventi di restauro da parte della Soprintendenza per i Beni Culturali e Ambientali di Catania.
L'ala ancora a gestione comunale venne nel 1937 adibita a caserma, intitolata a Mussolini e denominata caserma Dux, su progetto dell'ingegnere Luigi Marletta. L'intervento comportò la demolizione di giardino, fontanta centrale e l'ingresso in stile barocco.
Nel 1939 fu restaurata dai Cavalieri dell'Ordine equestre del Santo Sepolcro di Gerusalemme della sezione di Catania.
Nel 1944, l'arcivescovo Carmelo Patanè, con proprio rescritto, le conferì il titolo di «Chiesa Capitolare dell'Ordine Equestre del Santo Sepolcro».
Nel 1948, gli spazi della caserma vennero ceduti ad uso della Camera del Lavoro.

## Descrizione
La chiesa si trova di fronte al Collegio dei Gesuiti ed è contornata da una preziosa cancellata in ferro battuto. La sua facciata convessa e le sue linee semplici le danno un aspetto di rara eleganza.
Impianto a croce greca, pianta ad ottagono allungato e bracci absidati, aula unica coperta dalla cupola e ornata da stucchi, cornici e modanature con profili in oro zecchino. Vestibolo di ingresso sormontato da cantoria, schermata da raffinatissime grate. Inferiormente al vestibolo, è collocata la cripta, per la sepoltura delle stesse religiose. L'aula è impreziosita dal pavimento settecentesco con raffinati disegni in marmi policromi, opera dello scultore Giovan Battista Marino.
La facciata è probabilmente progettata per essere inscritta in un cerchio ed un esagono regolare. Simili rapporti geometrici sono presenti in altri elementi dell'architettura della chiesa.
La cupola, accessibile anche ai visitatori, costituisce la seconda cupola più alta della città, dopo quella del monastero dei Benedettini.

### Interno

#### Pareti laterali
Sui quattro altari, ridisegnati alla fine del settecento dall'architetto Antonino Battaglia: 
- Cappella della Madonna delle Grazie: Madonna delle Grazie raffigurata con San Giuseppe e San Benedetto, dipinto opera di Olivio Sozzi.
- Cappella di Sant'Antonio Abate: Sant'Antonio Abate in estasi, dipinto opera di Pietro Abbadessa.
- Cappella di San Giuliano: San Giuliano con raffigurazioni di scene della sua vita, dipinto di autore ignoto del Settecento.
- Cappella del Santissimo Crocifisso: Crocifisso, manufatto in alabastro, collocato al di sopra del gruppo statuario raffigurante la Crocifissione con Maria Addolorata, San Giovanni Evangelista e Santa Maria Maddalena.

#### Altare maggiore

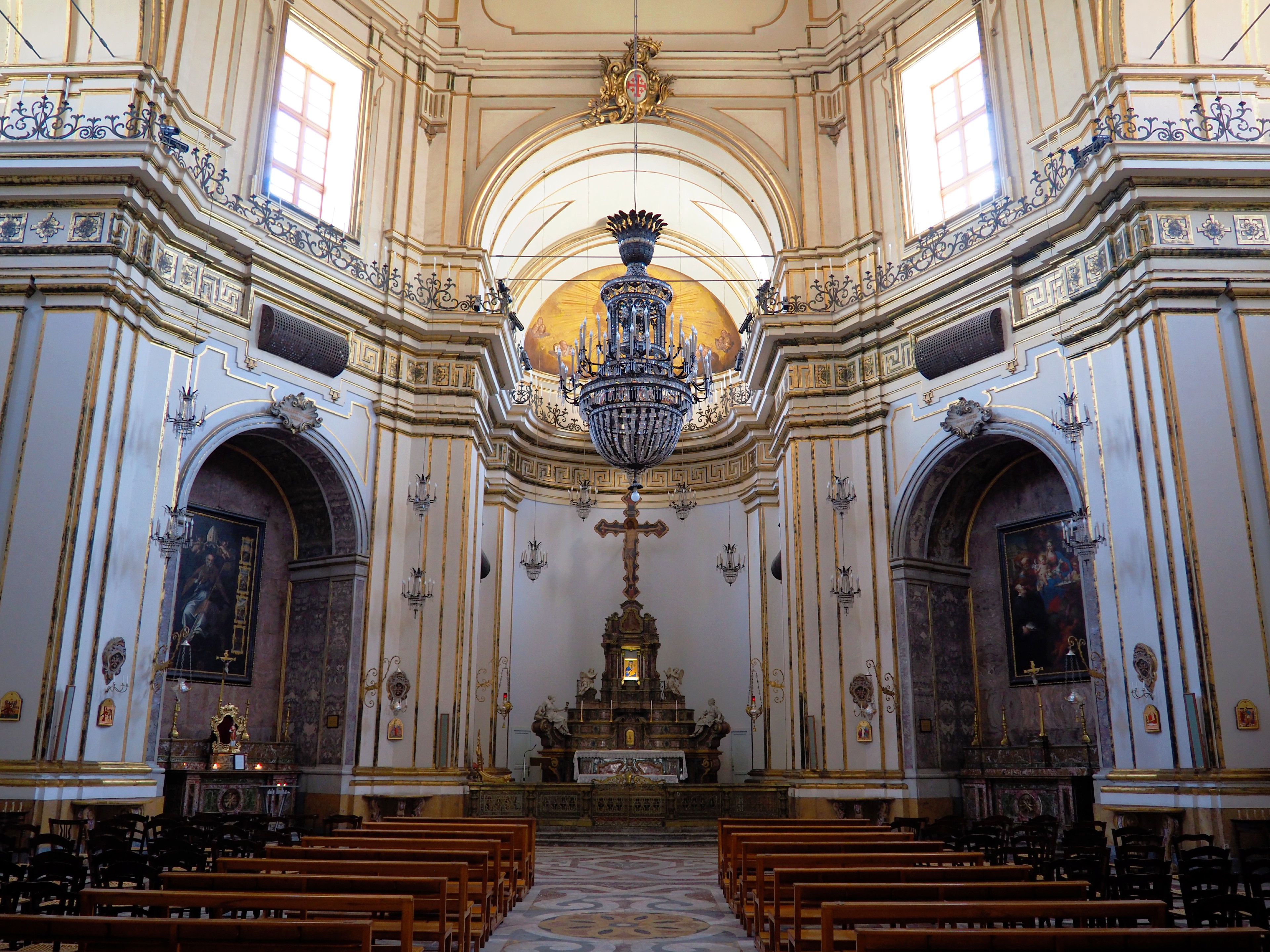
Interno della chiesa

Nell'abside si eleva su gradini il sontuoso altare maggiore, rivestito in marmi policromi, con elementi in bronzo dorato, realizzato dallo scultore Giovan Battista Marino su modello attribuito a Giovanni Battista Vaccarini. La sopraelevazione è caratterizzata dalle statue allegoriche della Fede e della Carità collocate ai lati, e da due angeli adoranti sul gradino dell'ordine superiore, rivolti verso il raffinato tronetto, opera di Nicolò Mignemi ed espone un'antica croce dipinta.
L'insieme è sovrastato da un baldacchino coronato che raccoglie imponente lo spazio presbiteriale. Nel catino absidale è riprodotto il Dio Padre, la cupola è decorata con la raffigurazione di Dio Padre e San Pietro che consegna l'Evangelo a San Berillo, affreschi realizzati entrambi nel 1842 dal pittore Giuseppe Rapisardi.

### Cripta
Ambiente deputato alla sepoltura delle religiose del monastero.

## Monastero
Monastero femminile dell'Ordine benedettino sotto il titolo di «San Giuliano».
Prima del terremoto del Val di Noto del 1693 i monasteri cittadini erano quattordici, il vescovo Andrea Riggio li ridusse a sei. Accomunati dalla regola di San Benedetto quelli titolati a «San Placido», «San Giuliano», «Santissima Trinità», «San Benedetto» e «Sant'Agata», il sesto condotto secondo la regola serafica di San Francesco si titolava a «Santa Chiara». Quasi tutte le monache dei sei monasteri appartenevano al patriziato catanese o alla ricca borghesia.
- 1664, Busto di San Giuliano, opera dell'argentiere messinese Didaco Rizzo su commissione della badessa suor Girolma Gioieni, custodito nel Museo diocesano di Catania.

## OESSH
Luoghi sacri di Sicilia custoditi dall'Ordine dei Cavalieri del Santo Sepolcro di Gerusalemme:
- Chiesa di Sant'Andrea a Piazza Armerina
- Chiesa capitolare di San Cataldo di Palermo
- Oratorio di Santa Caterina d'Alessandria di Palermo
- Chiesa dell'Immacolata Concezione o dell'Immacolatella di Trapani

Chiese a vario titolo correlate all'Ordo Equestris Sancti Sepulcri Hierosolymitani (OESSH):
| - Chiesa di Santa Croce di Messina - Chiesa di San Nicolò Regale di Mazara del Vallo - Chiesa dei Santi Pietro e Paolo d'Agrò di Casalvecchio Siculo - Cattedrale di Santa Maria Nuova di Monreale | - Chiesa di Santa Maria in Jerusalem di Palermo - Chiesa di Santa Cristina la Vetere di Palermo - Chiesa di San Giovanni dei Lebbrosi di Palermo - Basilica della Santissima Trinità del Cancelliere detta La Magione di Palermo |